# جسم جينيفر
جسم جينيفر (بالإنجليزية: Jennifer's Body)‏ فيلم سينمائي أمريكي من إنتاج سنة 2009 ومن إخراج كارين كوساما . الفيلم من بطولة ميغان فوكس ، أماندا سيفريد ، وأدام برودي .

## قصة الفيلم
غير الواثقة من نفسها أنيتا (نيدي) ليسنيكي والفتاة المحبوبة جينيفر تشيك صديقتان منذ الطفولة على الرغم من عدم وجود أي صفات مشتركة. في إحدى الليالي تذهب جينيفر بصحبة نيدي إلى حفلة موسيقية تحييها فرقة لو شولدر. تدلع النيران في المكان ويأخذ أفراد الفرقة الموسيقية جينيفر معهم على الرغم من محاولة نيدي لمنعها من مرافقتهم. في وقت لاحق تعود جينيفر إلى منزل نيدي وهي مغطى بالدم ثم تعود إلى منزلها .
في صباح اليوم التالي تظهر جينيفر بكامل أناقتها مما يثير قلق نيدي عليها. بينما القرية تتابع آخر أخبار الحريق وضحاياه فإن جينيفر تغوي قائد فريق كرة القدم بالمدرسة وتذهب معه إلى الغابة وهناك تعتدي عليه وتقتله. تكتسب الفرقة الموسيقية لو شولدر شهرة كبيرة بسبب هذا الحريق .
بعد مرور شهر واحد تقبل جينيفر دعوة للخروج في موعد عاطفي من زميلها في المدرسة كولين وذلك فقط من أجل أن تقتله. في هذه الأثناء فإن نيدي وحبيبها تشيب يمارسان الجنس للمرة الأولى وفي وسط هذه الأحداث تشعر باحساس غريب وتغادر المنزل. أثناء عودتها إلى منزلها كادت تصطدم بجينيفر التي كانت مغطاة بالدماء. تسارع نيدي إلى منزلها وتجد جينيفر في غرفتها وتشرح لها ما حدث عندما ذهبت مع الفرقة الموسيقية لو شولدر حيث أنهم كادوا يعتزمون تقديم عذراء أضحية للشيطان من أجل أن يساعدهم في تحقيق النجاح والشهرة ولكن بسبب أن جينيفر لم تكن عذراء فقد قرر المغني الرئيسي في الفرقة نيكولاي قتلها وبعدها تتلبس روح شريرة جسدها .
في اليوم التالي ينصعق سكان القرية بخبر مقتل كولين وتقرر نيدي الذهاب إلى المكتبة من أجل البحث عن الظواهر الخارقة للطبيعة وتكتشف أن جينيفر تحولت إلى شيطانة تتغذى من خلال قتل الناس. نيدي تخبر تشيب بما اكتشفته وتحذره من عدم الذهاب إلى حفلة المدرسة ولكنه لا يصدقها وبالتالي تقرر الانفصال عنه من أجل حمايته .
يذهب تشيب إلى حفلة المدرسة آملا أن يلتقي بنيدي ولكن جينيفر تعترض طريقه وتغويه وتذهب معه إلى منزل مهجور وعندما تصل نيدي تشاهد جينيفر تقتل وتتغذى من جسم تشيب. نحاول نيدي اغراق جينيفر ثم يأتي تشيب في الأنفاس الأخيرة لمساعدة حبيبته من خلال طعن جينيفر في بطنها ولكنها تنجح في الهروب بينما تراقب نيدي اللحظات الأخيرة لحبيبها تشيب .
تذهب نيدي إلى منزل جينيفر وتدخل عليها من خلال النافذة وتهاجم جينيفر بقاطع ورق وتنجح في طعنها في قلبها حينها تدخل أم جينيفر الغرفة فتكتشف الجريمة. بعدها تدان نيدي بجريمة القتل وتودع مصح للأمراض النفسية ولكن بسبب أن جينيفر عضت نيدي فإن الأخيرة اكتسب بعض من صفاتها الخارقة وتهرب من المصح وتذهب إلى مقر الفرقة الموسيقية لو شولدر وتقتل جميع أفرادها .

## روابط خارجية
- جسم جينيفر على موقع IMDb (الإنجليزية)
- جسم جينيفر على موقع ميتاكريتيك (الإنجليزية)
- جسم جينيفر على موقع روتن توميتوز (الإنجليزية)
- جسم جينيفر على موقع نتفليكس (الإنجليزية)
- جسم جينيفر على موقع قاعدة بيانات الأفلام العربية
- جسم جينيفر على موقع ألو سيني (الفرنسية)
- جسم جينيفر على موقع Turner Classic Movies (الإنجليزية)
- جسم جينيفر على موقع أول موفي (الإنجليزية)
- جسم جينيفر على موقع بوكس أوفيس موجو (الإنجليزية)
- جسم جينيفر على موقع فيلمافينيتي (الإسبانية)